# 凱文·提列

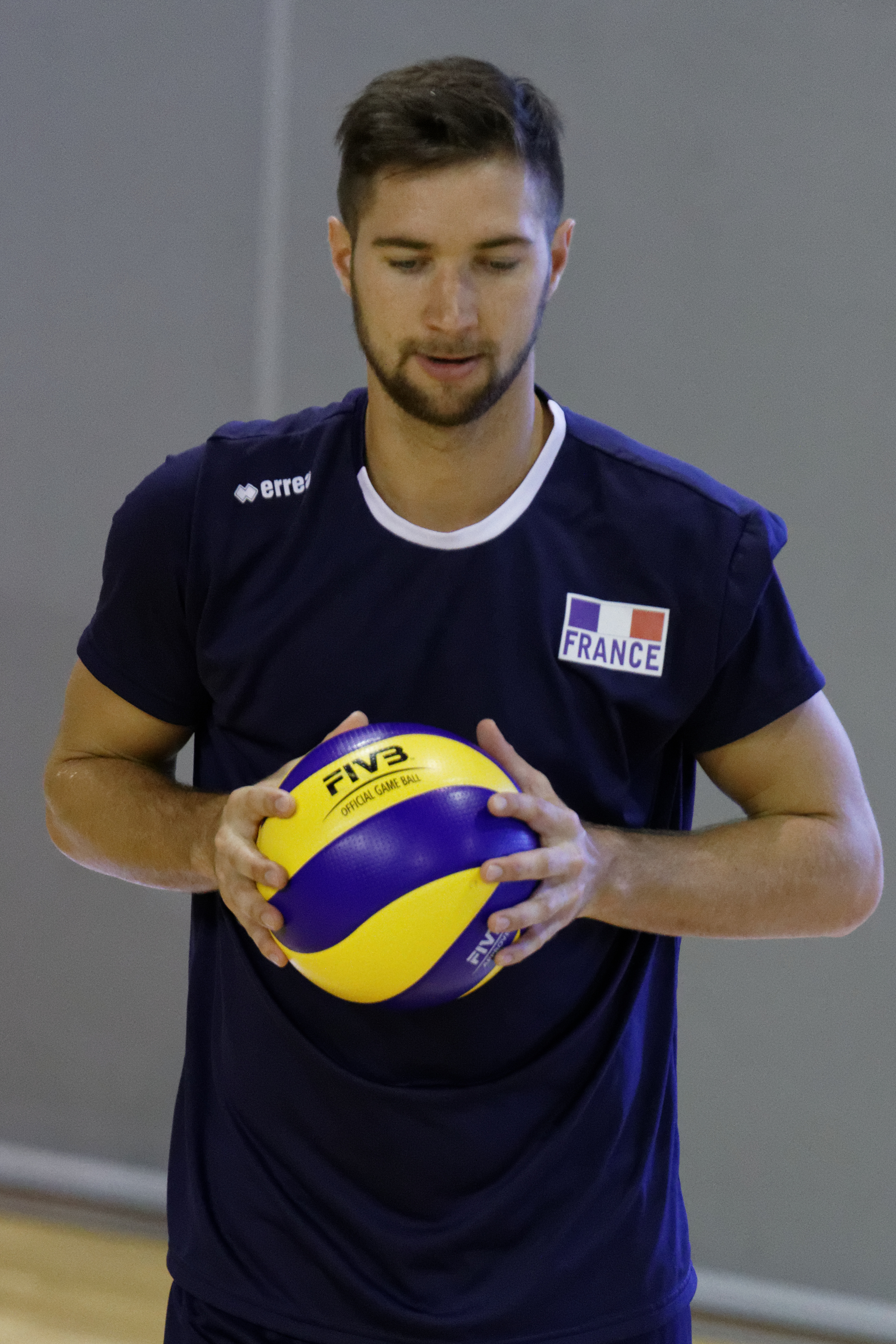
凱文·提列

凱文·提列（法語：Kévin Tillie；1990年11月2日—）是一位法國排球運動員。他在2015年開始效力於波蘭排球俱樂部ZAKSA Kędzierzyn-Koźle。他也代表法國國家男子排球隊參賽，隨隊參加了2016年夏季奧運。